# Anita Ward

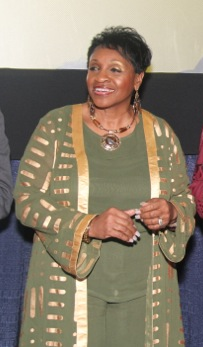
Anita Ward (2015)

Anita Ward (* 20. Dezember 1957 in Memphis, Tennessee) ist eine US-amerikanische Sängerin. Ihr gelang 1979 mit Ring My Bell einer der prägendsten Hits der Disco-Ära.

## Leben
Nach einem Abschluss im Fach Psychologie war sie zunächst als Lehrerin tätig, ehe sie von dem Produzenten Frederick Knight unter Vertrag genommen wurde. Knight bot der Sängerin den Disco-Song Ring My Bell an, den er ursprünglich für Stacy Lattisaw geschrieben hatte. Ward mochte weder den Song noch das Disco-Genre, ließ sich jedoch umstimmen und nahm 1979 Ring My Bell auf. Das Lied erreichte sowohl in den USA als auch in Großbritannien Platz eins der Hitparade, in Deutschland und Österreich jeweils Platz 3 und in der Schweiz Platz 5. Streitigkeiten mit Frederick Knight und ein Autounfall führten jedoch dazu, dass Anita Ward ihre Karriere nicht erfolgreich fortsetzen konnte. Ihre Single Don’t Drop My Love war mit Platz 87 in den US- und Platz 26 in den Disco-Charts nur ein kleiner Erfolg.
Knight produzierte zwei LPs mit Ward. Das erste Album Songs of Love enthielt neben dem Hit Ring My Bell auch Wards einzige auf Platte veröffentlichte Eigenkomposition You Lied. Ansonsten dominieren auf diesem Werk die souligen Balladen. Das Nachfolgealbum bietet neben Disco-Nummern wie Don’t Drop My Love und Cover Me ebenfalls hauptsächlich Balladen.
Heute tritt Anita Ward bei verschiedenen Ereignissen wie Sportveranstaltungen auf und singt ihren einzigen Hit Ring My Bell. Sie gilt als klassisches One-Hit-Wonder. Der Song Ring My Bell wurde mittlerweile mehrfach gecovert, unter anderem von Tori Amos.

## Diskografie

### Alben
| Jahr | Titel         | Höchstplatzierung, Gesamtwochen, AuszeichnungChartplatzierungen (Jahr, Titel, Platzierungen, Wochen, Auszeichnungen, Anmerkungen) | Höchstplatzierung, Gesamtwochen, AuszeichnungChartplatzierungen (Jahr, Titel, Platzierungen, Wochen, Auszeichnungen, Anmerkungen) | Höchstplatzierung, Gesamtwochen, AuszeichnungChartplatzierungen (Jahr, Titel, Platzierungen, Wochen, Auszeichnungen, Anmerkungen) | Höchstplatzierung, Gesamtwochen, AuszeichnungChartplatzierungen (Jahr, Titel, Platzierungen, Wochen, Auszeichnungen, Anmerkungen) | Höchstplatzierung, Gesamtwochen, AuszeichnungChartplatzierungen (Jahr, Titel, Platzierungen, Wochen, Auszeichnungen, Anmerkungen) | Höchstplatzierung, Gesamtwochen, AuszeichnungChartplatzierungen (Jahr, Titel, Platzierungen, Wochen, Auszeichnungen, Anmerkungen) | Anmerkungen                                                                             |
| Jahr | Titel         | DE | AT | CH | UK | US | R&B | Anmerkungen                                                                             |
| ---- | ------------- | --- | --- | --- | --- | --- | --- | --------------------------------------------------------------------------------------- |
| 1979 | Songs of Love | — | — | — | — | US8 (19 Wo.)US | R&B2 (19 Wo.)R&B | Aufnahme: Malaco Studios, Jackson / Ardent Studios, Memphis Produzent: Frederick Knight |

grau schraffiert: keine Chartdaten aus diesem Jahr verfügbar
Weitere Studioalben
- 1979: Sweet Surrender
- 1990: Wherever There’s Love

### Kompilationen
- 1987: Anita Ward
- 1987: The Anita Ward Album
- 1993: Ring My Bell
- 1995: The Best of Anita Ward
- 2000: Ring My Bell: The Final Mixes
- 2003: Ring My Bell: The Definitive Anthology

### Singles
| Jahr | Titel Album                        | Höchstplatzierung, Gesamtwochen, AuszeichnungChartplatzierungen (Jahr, Titel, Album, Platzierungen, Wochen, Auszeichnungen, Anmerkungen) | Höchstplatzierung, Gesamtwochen, AuszeichnungChartplatzierungen (Jahr, Titel, Album, Platzierungen, Wochen, Auszeichnungen, Anmerkungen) | Höchstplatzierung, Gesamtwochen, AuszeichnungChartplatzierungen (Jahr, Titel, Album, Platzierungen, Wochen, Auszeichnungen, Anmerkungen) | Höchstplatzierung, Gesamtwochen, AuszeichnungChartplatzierungen (Jahr, Titel, Album, Platzierungen, Wochen, Auszeichnungen, Anmerkungen) | Höchstplatzierung, Gesamtwochen, AuszeichnungChartplatzierungen (Jahr, Titel, Album, Platzierungen, Wochen, Auszeichnungen, Anmerkungen) | Höchstplatzierung, Gesamtwochen, AuszeichnungChartplatzierungen (Jahr, Titel, Album, Platzierungen, Wochen, Auszeichnungen, Anmerkungen) | Höchstplatzierung, Gesamtwochen, AuszeichnungChartplatzierungen (Jahr, Titel, Album, Platzierungen, Wochen, Auszeichnungen, Anmerkungen) | Anmerkungen                                                      |
| Jahr | Titel Album                        | DE | AT | CH | UK | US | R&B | Dance | Anmerkungen                                                      |
| ---- | ---------------------------------- | --- | --- | --- | --- | --- | --- | --- | ---------------------------------------------------------------- |
| 1979 | Ring My Bell Songs of Love         | DE3 (18 Wo.)DE | AT3 (16 Wo.)AT | CH5 (11 Wo.)CH | UK1 Gold · (11 Wo.)UK | US1 (21 Wo.)US | R&B1 (18 Wo.)R&B | Dance1 (19 Wo.)Dance | Erstveröffentlichung: 13. April 1979 Autor: Frederick Knight     |
| 1979 | Don’t Drop My Love Sweet Surrender | — | AT21 (4 Wo.)AT | — | — | US87 (5 Wo.)US | R&B52 (7 Wo.)R&B | Dance26 (13 Wo.)Dance | Erstveröffentlichung: 30. September 1979 Autor: Frederick Knight |
| 1990 | Ring My Bell (1990 Mega Remix) –   | — | — | — | UK99 (1 Wo.)UK | — | — | — | Remix: Sanny X                                                   |

Weitere Singles
- 1978: Spoiled by Your Love
- 1979: Make Believe Lovers
- 1980: Can’t Nobody Love Me Like You Do
- 1981: Cover Me
- 1989: Be My Baby
- 1998: Ring My Bell (1998 Remixes)
- 2000: Ring My Bell (Remixed) (B. N. Y. feat. Anita Ward)
- 2000: Ring My Bell (The Final Mixes) (vs. Ringo Brothers)
- 2011: Ring My Bell (LuckyTall Dubstep Remix)

## Auszeichnungen für Musikverkäufe
| Goldene Schallplatte - Hongkong - 1980: für das Album Songs of Love - Kanada - 1979: für das Album Songs of Love | Platin-Schallplatte - Kanada - 1979: für die Single Ring My Bell |

Anmerkung: Auszeichnungen in Ländern aus den Charttabellen bzw. Chartboxen sind in ebendiesen zu finden.
| Land/RegionAuszeichnungen für Musikverkäufe (Land/Region, Auszeichnungen, Verkäufe, Quellen) | Gold     | Platin  | Verkäufe | Quellen         |
| -------------------------------------------------------------------------------------------- | -------- | ------- | -------- | --------------- |
| Hongkong (IFPI/HKRIA)                                                                        | Gold1    | —       | 10.000   | ifpihk.org      |
| Kanada (MC)                                                                                  | Gold1    | Platin1 | 200.000  | musiccanada.com |
| Vereinigtes Königreich (BPI)                                                                 | Gold1    | —       | 500.000  | bpi.co.uk       |
| Insgesamt                                                                                    | 3× Gold3 | Platin1 |          |                 |